# 幻解!超常ファイル
幻解!超常ファイル ダークサイド・ミステリー（げんかい ちょうじょうファイル ダークサイド・ミステリー）は、NHK BSプレミアムで2013年3月に放送を開始した科学ドキュメンタリー番組である。

## 概要
いわゆる超常現象、謎、噂、ミステリーなどとして多くの人々に語り継がれているUFO、未確認生物、心霊現象などの事象とその具体的事例を取り上げ、これらを現在の科学・人文科学などを用いて徹底検証していく。
前半ではまず、テーマとなる事象が人々の間でどのように語られ、信じられ、結論付けられてきたかといった点を証拠映像や文献などと共に客観的に示す。後半ではその真偽をさまざまな角度から検証し直すことによって、事の真相に迫ろうとする。
栗山千明がMCを演じ、番組前半では黒ずくめの衣装で妖艶なメイクをして謎めいた雰囲気をたたえた「闇のナビゲーター」に扮する。後半では、白い衣装をまとい健康的なメイクで明朗快活な語り口の「光のナビゲーター」に扮する。これにより、同じ事象でも見方や考え方が変われば全く異なって見えることもあるという点を表現している。これは後述の2019年度以後の『ダークサイドミステリー』になってからも踏襲している。
2014年4月5日に、総合テレビでも放送を開始した。BSプレミアムで放送した番組の内容を再構成し、一部に新たな取材や未公開素材を交え、1回20分枠にまとめる。放送時間は毎週土曜 22:30 - 22:50（回によって多少前後する）となった。2015年3月28日に終了した。
2018年4月5日に放送された新作、File-24「バミューダ・トライアングル＆ヴォイニッチ手稿の謎」から、BSプレミアムで毎週木曜 21:00 - 22:00 と毎週水曜 18:00 - 19:00（再放送）に、過去の名作を一気アンコール放送している。また、新作放送時には順不同だった内容を見やすくするために、同テーマを2～3本ずつ束ねて放送する。最初の2週は、「シリーズ UFO伝説の正体」として、File-0「PART1 エイリアン・アブダクションの謎」、File-21「PART2 UFOと人類、禁断の秘密」を放送した。
2019年4月4日から、「拡大スピンオフ」として超常現象以外の歴史的事件や伝説のミステリーを取り上げる新シリーズ『ダークサイドミステリー』がBSプレミアムで放送開始。これ以後は原則として4－9月にBSプレミアムで新作を放送するようになり、NHKのアナウンサーが進行役を務め、専門家がその週のテーマの事柄について解説・討論するスタジオパートが設けられた。放送頻度は少なくなったが従来通り超常現象をテーマとした『幻解!超常ファイル』も並行して新作が放送されている。
2020年9月28日から12月28日までは、Eテレ・毎週月曜19:25-19:50に、2014年の総合テレビ版を、最新情報を加えて再構成した『幻解!超常ファイル ダークサイド・ミステリー E+』が放送。（放送リストでは『E+』と表記）その後2020年12月30日に、超常ファイルの90分スペシャル版が放送された。
2022年度はBSプレミアム・4Kで1時間バージョンの新作（生放送:木曜21:00-22:00 2チャンネル同時、再放送:Bプレ-月曜23:00-24:00、4K-月曜17:00-18:00）を放送するとともに、並行して地上波Eテレで、過去放送分の30分のダイジェスト版「ダークサイド・ミステリーE+」（火曜日22:45-23:15　4-6月予定）も放送される。
2024年度は、BSの再々編に伴い、BSプレミアム4Kのみで毎週火曜21:00-22:00に放送される。従来通り栗山千明がナビゲーターを務めるが、有識者との座談会パートの進行が池間昌人に代わる。BS(2K)では初回のみ4月に放送したが、11月8日より毎週金曜日21時から22時（再放送翌週木曜日11時から正午）にBSプレミアム4Kから見て半年遅れの再放送の形で全エピソードを放送。

## 出演
- 光と闇のナビゲーター：栗山千明[5]
- MC：（いずれもダークサイド・ミステリーにおけるスタジオでのトークパート　NHKアナウンサー。超常ファイル時代は光のナビゲーター自身が専門家とのスタジオトークを行っていた）
  - 片山千恵子（2019年度）
  - 青井実（2020年・2021年度版）
  - 伊藤海彦（2022年・2023年度版）
  - 池間昌人（2024年度）
- ナレーション：中田譲治
- テーマ音楽：志方あきこ（OP曲 「Arcadia」、ED曲 「Leyre」 ）

## 放送リスト
1回につき60分間の枠で不定期に放送する（開始時は概ね月1回のペース。総合テレビ版が始まった2014年度以降は年数回）。

### BSプレミアム版（幻解!超常ファイル）
| No.        | タイトル                                                    | 主なトピック | 初回放送日     |
| ---------- | ----------------------------------------------------------- | --- | -------------- |
| File-0     | UFO伝説の正体1「エイリアン・アブダクションの謎」            | 「エイリアン・アブダクションの謎」 「明治・妖怪博士がゆく」 幽霊や妖怪の解明に挑んだ学者・井上円了の不思議人生。 「吸血鬼伝説を追え！」 東欧ブルガリアの吸血鬼伝説                                                                                                | 2013年03月25日 |
| File-01    | 今も目撃多発！ネッシーの真実&江戸UFO漂着事件                | ネッシー 江戸時代のUFO!? | 2013年04月24日 |
| File-02    |                                                             | 怪奇映像 モアイの輸送法 セイラム魔女裁判 | 2013年06月12日 |
| File-03    |                                                             | 超能力 ツタンカーメンの呪い | 2013年07月12日 |
| File-04    |                                                             | 謎の獣人・ビッグフット&魔のトンネル | 2013年08月14日 |
| File-05    | 幻のツチノコを追え                                          | ツチノコ クリスタル・スカル | 2013年10月24日 |
| File-06    |                                                             | UFO映像15連発 トリノ聖骸布 | 2013年11月07日 |
| File-07    |                                                             | ノストラダムスの予言 ジェヴォーダンの獣 | 2013年12月13日 |
| File-08    |                                                             | アポロ計画陰謀論 平将門の首塚 | 2014年03月26日 |
| File-09    | 怪奇 ロンドン心霊ブーム                                     | ロンドン心霊ブーム（交霊会、心霊現象研究協会、コティングリー妖精事件） ファフロツキーズ | 2014年05月07日 |
| File-10    | アメリカUFO神話に迫る！                                     | | 2014年08月16日 |
| File-11    |                                                             | 雪男“イエティ”の謎 ゆく予知くる予知 | 2014年12月28日 |
| File-12    |                                                             | あなたにも幽霊が見える!? パワースポットの真実 | 2015年03月25日 |
| File-13    | 神々の遺産？謎の超古代文明を徹底解明！                      | | 2015年06月13日 |
| File-14    | 撮影成功！？伝説のアイスランド・ワーム&ポルターガイストの謎 | 水中の巨大生物&ポルターガイスト | 2015年10月24日 |
| File-15    | 徹底解明！最新超常映像の謎に迫る                            | | 2016年01月09日 |
| File-16    | 世界はだまされている!?陰謀論の闇に迫る                      | | 2016年03月29日 |
| File-17    | 超能力捜査の謎に迫る！&究極UFOｖｓ解析プロフェッショナル    | | 2016年06月09日 |
| File-18    | アメリカUFO神話2 政府は異星人を隠しているのか？             | | 2016年08月20日 |
| File-19    | ニッポン幻の怪獣大捜査&超常現象トレンド2016                 | ヒバゴン クッシー | 2016年12月30日 |
| File-20    | 徹底追究！超常映像の正体に迫る！2017                        | | 2017年03月25日 |
| File-21    | UFO伝説の正体 PART2「人類との禁断の秘密&こっくりさん        | 【UFOと人類、禁断の秘密】中世の絵画にUFO？古代エジプトに飛行船？ 宇宙人は大昔から地球に？人類とUFOの意外な関係とは？ 【危ない！こっくりさん】こっくりさんで起きる恐怖事件の原因は？                                                                               | 2017年06月10日 |
| File-22    | 戦慄の心霊現象 追究スペシャル                               | 日本最恐 心霊スポットの真実 | 2017年09月16日 |
| File-23    | エジプト 呪いと超古代文明ミステリー                         | | 2017年11月18日 |
| File-24    | バミューダ魔の三角海域&究極の未解読文書の謎                 | 船や飛行機が消える！バミューダ・トライアングルの真相 温かい食事を残し全乗組員が消えた幽霊船の恐怖（メアリー・セレステ号事件） 究極の未解読文書・ヴォイニッチ手稿と「悪魔の手紙」                                                                                  | 2018年04月05日 |
| File-25    | ファティマ第三の秘密&口裂け女の謎                           | 究極予言「ファティマ第3の秘密」とは封印された人類破滅予言か？ 日本最強都市伝説・口裂け女の真実。 陰謀機関？HAARP（ハープ）潜入！ | 2019年05月09日 |
| File-26    | 吸血獣チュパカブラ&日本怪異“神隠し”                         | 現代の吸血鬼！家畜の血を吸い大量に殺す恐怖の未確認生物チュパカブラの正体は？現地カリブ海取材で意外な事実が！ 子どもが突然消える？怪現象「神隠し」はなぜ起きる？                                                                                                   | 2019年08月08日 |
| スペシャル | 超常映像2019                                                | | 2019年12月30日 |
| スペシャル | 最新超常映像2020                                            | 姿を消すネコ幽霊？タタ 宇宙飛行士がUFO撮影？ アメリカ空飛ぶ円盤パニック！ 星空にリアル銀河鉄道？ 宇宙人誘拐の瞬間？ 徹底討論！米軍UFO映像は本物か？ 役所がついにビッグフット公表？ 中国に竜が出現 監視カメラに妖精が！ 船が空に！人が吹き飛ぶ！森で死者が手招く！ | 2020年12月30日 |
| スペシャル | 最新超常映像2021                                            | | 2021年12月30日 |
| スペシャル | 最新超常映像2022                                            | | 2022年12月29日 |
| スペシャル | UFO×アメリカ最新情報 政府・軍に何が起きているのか?          | | 2023年7月17日  |
| スペシャル | 最新超常映像2023                                            | | 2023年12月26日 |
| スペシャル | 最新超常映像2024                                            | | 2024年12月29日 |

### 20分版（幻解!超常ファイル）
| No.     | サブタイトル                                                 | 初回放送日     | 初回放送日     |
| No.     | サブタイトル                                                 | 総合テレビ     | BSプレミアム   |
| ------- | ------------------------------------------------------------ | -------------- | -------------- |
| File-01 | 私は宇宙人に誘拐された!?                                     | 2014年04月05日 | 2014年04月27日 |
| File-02 | クリスタル・スカルの謎                                       | 2014年04月19日 | -              |
| File-03 | 実録！魔女狩りの恐怖                                         | 2014年04月26日 | 2014年05月05日 |
| File-04 | ネッシーの真実 Part1                                         | 2014年05月03日 | 2014年12月23日 |
| File-05 | ネッシーの真実 Part2                                         | 2014年05月10日 | 2014年12月24日 |
| File-06 | 検証！魔のトンネル伝説                                       | 2014年05月24日 | -              |
| File-07 | 衝撃！UFO映像を徹底分析 Part1                                | 2014年06月21日 | -              |
| File-08 | 衝撃！UFO映像を徹底分析 Part2                                | 2014年06月28日 | -              |
| File-09 | 未解決！ジェヴォーダンの獣事件                               | 2014年07月12日 | 2014年12月28日 |
| File-10 | 東京ミステリー！平将門の首塚                                 | 2014年07月19日 | 2019年03月14日 |
| File-11 | 森の獣人・ビッグフットを追え！Part1                          | 2014年07月26日 | 2014年12月25日 |
| File-12 | 森の獣人・ビッグフットを追え！Part2                          | 2014年08月30日 | 2014年12月26日 |
| File-13 | 大江戸・日本人はUFOをみていた！？                            | 2014年08月16日 | 2016年08月15日 |
| File-14 | 納得！怪奇映像はこうして生まれる〜これで心霊写真も恐くない〜 | 2014年09月06日 | 2015年03月22日 |
| File-15 | 真相究明！ツタンカーメンの呪い〜連続怪死の真犯人は？〜       | 2014年09月20日 | 2015年06月03日 |
| File-16 | 超能力は実在するのか？Part-1 “超能力者”の謎に迫る            | 2014年09月27日 | 2016年02月02日 |
| File-17 | 超能力は実在するのか？Part-2 科学は証明できるのか?           | 2014年10月11日 | 2016年02月03日 |
| File-18 | 吸血鬼を発見!? 伝説の源流に迫る                              | 2014年10月18日 | -              |
| File-19 | なぜ人の姿が!? トリノ聖骸布の謎に迫る                        | 2014年10月25日 | -              |
| File-20 | 幻のツチノコを追え！Part-1                                   | 2014年11月08日 | 2014年12月28日 |
| File-21 | 幻のツチノコを追え！Part-2 日本人とツチノコ                  | 2014年11月15日 | 2014年12月28日 |
| File-22 | 怪奇！ロンドン心霊ブーム Part1                               | 2014年11月29日 | 2017年07月06日 |
| File-23 | 怪奇！ロンドン心霊ブーム Part2 名探偵ホームズと妖精写真事件  | 2014年12月06日 | 2017年07月07日 |
| File-24 | 予言者ノストラダムスの謎 Part-1 秘密の生涯に迫る             | 2014年12月13日 | -              |
| File-25 | 予言者ノストラダムスの謎 Part-2 不安と恐怖の400年            | 2014年12月20日 | -              |
| File-26 | アメリカUFO神話（1）“空飛ぶ円盤”の原点に迫る                 | 2015年01月24日 | 2015年08月19日 |
| File-27 | アメリカUFO神話（2）ロズウェル事件・前編                     | 2015年01月31日 | 2015年08月20日 |
| File-28 | アメリカUFO神話（3）ロズウェル事件・完結編                   | 2015年02月07日 | 2015年08月21日 |
| File-29 | NASAの陰謀！？ Part-1 人類は本当に月に行ったのか？           | 2015年02月14日 | 2016年08月04日 |
| File-30 | NASAの陰謀！？ Part2 検証！宇宙のUFO疑惑映像                 | 2015年02月21日 | 2016年08月09日 |
| File-31 | 空から生き物が降ってくる!?                                   | 2015年02月28日 | -              |
| File-32 | 雪男“イエティ”の真実 前編                                    | 2015年03月07日 | -              |
| File-33 | 雪男“イエティ”の真実 後編                                    | 2015年03月14日 | -              |
| File-34 | 超常映像 謎解きスペシャル！                                  | 2015年03月28日 | -              |
| File-35 | 最新超常映像・解明スペシャル！                               | 2016年03月27日 | -              |

### ダークサイドミステリー
2023年度まではBSプレミアム・BS4K同時。2024年度はBSプレミアム4Kでの初回放送日を記載
| 本放送              | サブタイトル                                                                  | 主なトピック |
| シーズン1（2019年） | シーズン1（2019年）                                                           | シーズン1（2019年） |
| ------------------- | ----------------------------------------------------------------------------- | --- |
| 04月04日            | 迷宮入り連続殺人事件 切り裂きジャックの謎                                     | |
| 04月11日            | 発見!?ナチス黄金列車の謎〜奪われた財宝の闇伝説〜                              | |
| 04月18日            | 三億円事件解決せず“昭和の死角”の謎1968-75                                     | |
| 04月25日            | UFOと人類、禁断の秘密＆危ない！こっくりさん                                   | |
| 05月02日            | SP「超常現象大事件ベスト10！平成とは何か？」                                  | |
| 05月23日            | あなたの知らない童話の闇 夢か悪夢か本当か？                                   | |
| 06月06日            | ニッポン埋蔵金伝説 〜徳川! 秀吉! 信玄! 謎の財宝を追え〜                       | |
| 06月13日            | “怪しい歴史”禁断の魔力 あなたもだまされる!?                                   | 幕末夢のオールスター集合写真!? 源義経は大陸に渡りチンギス・ハンに!? 東北に幻の古代王朝が実在!?                                      |
| 07月11日            | ケネディ暗殺 陰謀論の正体に迫る                                               | |
| 07月18日            | 永遠の命!?吸血鬼伝説の真相〜人類は天敵に勝てるのか？〜                        | |
| 08月01日            | 三毛別ヒグマ襲撃事件の謎に迫る                                                | |
| 08月29日            | 緊急報告！“死の山”ディアトロフ峠事件                                          | |
| 09月05日            | 人民寺院事件 本当にその道しかなかったのか                                     | |
| 09月12日            | 幻のニホンオオカミを追え！                                                    | |
| 09月19日            | 闇の神話を創った男 H.P.ラヴクラフト                                           | |
| シーズン2（2020年） |                                                                               | |
| 04月02日            | ナチスをだました男 20世紀最大の贋作(がんさく)事件                             | ニセ名画・幻のフェルメール 天才贋作師メーヘレン                                                                                     |
| 04月09日            | 魔女狩りの恐怖 なぜ人は、隣人を追いつめたのか？                               | |
| 04月16日            | 八甲田山遭難事件 運命の100時間 〜兵士たちは何に敗れたのか〜                   | |
| 06月04日            | 高度3000m!空の密室から消えた男 〜伝説の完全犯罪 D.B.クーパー事件〜            | |
| 06月11日            | 陰謀!?タイタニックは沈められた? 〜新説・奇説 謎の真相に迫る〜                 | |
| 06月18日            | 魔物が実在!?不死身の野獣が村を襲った 〜ジェヴォーダンの獣事件〜               | |
| 07月02日            | 東京1962 姿なき爆弾魔からのメッセージ 〜昭和の闇“草加次郎事件”〜              | |
| 07月09日            | やあ諸君、私は連続殺人鬼だ 〜究極の劇場型犯罪・ゾディアック事件〜             | |
| 07月23日            | 感染症パニック!“見えない恐怖”なぜ人類は間違えるのか?                          | |
| 08月06日            | 黄金はどこだ！山下財宝の謎〜600兆円伝説の真相〜                               | |
| 08月13日            | 悪魔と家族のはざまに〜チャールズ・マンソンの危険な誘惑〜                      | |
| 08月20日            | 今熱い！ゾンビ人気の秘密〜恐怖と進化の９０年〜                                | ゾンビ映画、ウォーキング・デッド、ゾンビランドサガ                                                                                  |
| 09月03日            | "ひかりごけ"の衝撃〜現代の私たちの物語〜                                      | アンデスの聖餐 |
| 09月17日            | 闇の世界戦略"ヒトラーのニセ札事件"〜あなたの知らない紙幣の秘密〜              | ベルンハルト作戦 |
| 09月26日            | 侵入率100％！ひとりで世界に挑んだ男〜伝説の天才ハッカー・アイスマン〜         | マックス・バトラー（英語: Max Butler）                                                                                              |
| シーズン3（2021年） |                                                                               | |
| 04月01日            | 笑顔が暴力を生んだ夜〜なぜ人々はヒトラーに従ったのか？                        | 11月ポグロム、T4作戦 |
| 04月08日            | 超能力の謎を解明せよ！〜千里眼事件の光と闇〜                                  | |
| 04月15日            | 鬼 人はなぜ鬼になるのか？〜日本人の闇・1500年物語〜                           | 酒呑童子、安達ヶ原の鬼婆 |
| 05月06日            | 天才か？悪魔か？謎の連続爆弾魔・ユナボマーを追え！                            | |
| 05月13日            | 神秘の遺宝の謎に迫る〜ロンギヌスの槍・聖杯・死海文書〜                        | |
| 06月03日            | 空のタイタニック・ヒンデンブルク 爆発の謎〜飛行船黄金時代の光と闇〜           | |
| 06月10日            | 超常事件簿 人体の不思議であぶない物語                                         | 人体自然発火現象 不死身の大道芸ミリン・ダヨ 魂の重さを測定した医師ダンカン・マクドゥーガル                                          |
| 06月21日            | 幻のニホンオオカミを追え!                                                     | |
| 07月01日            | 大江戸ニセモノ捜査網 世界よ、これが日本の裏スゴ技だ!                          | 人魚のミイラ、椿井文書、天保通宝 |
| 07月08日            | 子どもたち400人に何が起きたのか？ 〜マクマーティン児童施設裁判〜              | |
| 07月15日            | "ヒトラーの予言者"と呼ばれた男 謎の霊能力者ハヌッセンの野望                   | |
| 07月22日            | 変身!よみがえる人狼伝説〜あなたの身近にひそむ野獣〜                           | |
| 08月05日            | 読むと危険？奇書"ドグラ・マグラ"と夢野久作の迷宮世界                          | |
| 08月12日            | 超常実録!本当にあった!?日本史怪事件ファイル                                   | 稲生物怪録、アマビエ、件、ひかりもの                                                                                                |
| 09月02日            | なぜ人は陰謀論にハマるのか? 〜イルミナティからQアノンまで250年〜              | |
| 09月09日            | 美しき処刑人が見たフランス革命 なぜ理想は恐怖に変わったのか？                 | シャルル＝アンリ・サンソン |
| 09月16日            | 悪魔と天使を呼んだ男 20世紀最大の魔術師クロウリー伝説                         | 魔術師アレイスター・クロウリー |
| シーズン4（2022年） |                                                                               | |
| 04月14日            | ヒトラー暗殺計画〜ワルキューレと栄光なき抵抗者たち〜                          | ヴァルキューレ作戦 |
| 04月21日            | 「フランケンシュタイン」誕生 “19歳の母”が生んだ無限の魅力                     | メアリー・シェリー |
| 05月05日            | ボニー&クライド その生と死〜自由で危険な恋人たち〜                            | |
| 05月12日            | 名画の呪い!?フェルメール強奪事件 〜天才ギャングを破滅させた謎の女たち〜       | |
| 05月19日            | 心霊と恐怖の仕掛人 中岡俊哉〜昭和オカルトブームの舞台裏〜                     | 心霊写真 |
| 06月02日            | 謎の無人島 鳥島サバイバル〜人の生命を試す島〜                                 | |
| 06月09日            | 姿なき連続殺人鬼テッド・バンディ〜笑顔に隠された恐怖〜                        | |
| 06月16日            | よみがえるニコラ・テスラの亡霊 幻の“超科学兵器”は実在するのか?                | |
| 07月07日            | “恐怖”はあなたの中にいる エドガー・アラン・ポー 幻想と闇の案内人              | |
| 07月14日            | サメ映画!サメブーム!未確認巨大ザメ! 潜入!ディープなサメの世界                 | B級サメ映画、ディープなサメブーム 超巨大メガロドン生存説？                                                                          |
| 07月21日            | 徹底検証!地震の都市伝説〜人工地震・予言・自然異常〜                           | |
| 08月04日            | マリリン・モンローとハリウッドの闇 〜映画に夢を求め続けて〜                   | |
| 08月18日            | アメリカ最恐事故物件“悪魔の棲む家”の真相                                      | |
| 09月01日            | カリブの海賊 仲間たちの黄金時代 〜咲き乱れた“ならず者”〜                      | |
| 09月08日            | 世紀の歴史裁判 事実か?ねつ造か?〜歴史学者たちの闘い〜                         | アーヴィング対ペンギンブックス・リップシュタット事件                                                                                |
| 09月15日            | 秘密結社KKK 白い闇の正体〜人はなぜ差別と暴力に走るのか?〜                     | |
| シーズン5（2023年） |                                                                               | |
| 04月6日             | 「学校の怪談」子どもがささやく怪異の闇                                        | |
| 04月13日            | ヒトラーを死体でだませ! スパイ大作戦“オペレーションMM”の謎                    | |
| 04月20日            | あなたの隣の連続殺人鬼〜ジェフリー・ダーマー 孤独の幻想〜                     | |
| 05月4日             | 驚きの地下世界 アンダ-グラウンド伝説 〜人はなぜ地下に惹(ひ)かれるのか?〜      | 首都圏外郭放水路の「地下神殿」 京成電鉄の廃駅「博物館動物園駅」 日本の都市部の地下構造物                                            |
| 05月11日            | UFOに挑んだ科学者の夢 天文学者アレン・ハイネック 不屈の信念                   | |
| 05月18日            | その英雄、凶暴につき 天使か悪魔か ビリー・ザ・キッド伝説                      | |
| 06月1日             | どこへ?消えた1万人の子どもたち〜隠された「児童移民」の闇〜                    | ホームチルドレン |
| 06月8日             | 悪魔はいた!? 世界衝撃のエクソシスト裁判〜誰が少女を殺したのか?〜              | アンネリーゼ・ミシェル |
| 07月6日             | “呪い”...人はなぜ呪うのか?〜呪術大国ニッポンの闇〜                            | |
| 07月13日            | 神秘の古代ミステリー 徹底検証!日本・ユダヤ同祖論                              | |
| 07月20日            | お化け屋敷の進化が止まらない!〜“怖い”は楽しい!の秘密〜                        | |
| 08月3日             | 封印解除!禁断の2つの監獄実験〜人は簡単に悪魔になるのか?〜                     | スタンフォード監獄実験、BBC監獄実験 アブグレイブ刑務所における捕虜虐待                                                              |
| 08月24日            | 黄金時代の怪奇文学!名作の秘密に迫る ドラキュラ!タイム・マシン!ジキルとハイド! | |
| 09月7日             | ブランチ・ダビディアン事件の悲劇 〜武装教団vs.警察 運命の51日間〜             | ウェーコ包囲 |
| 09月14日            | 怖いウワサの新時代“ネット怪談”誕生秘話 〜杉沢村伝説・くねくね・きさらぎ駅〜   | |
| 09月21日            | 2700億円!史上最大の偽札事件 大志を抱け!詐欺師わらしべ物語                     | アルヴェス・レイス |
| シーズン6（2024年） |                                                                               | |
| 04月2日             | 世界の怪鳥・聖鳥伝説を追え!〜ヤタガラスから翼竜生存説まで〜                   | |
| 04月9日             | 全米が推理!お嬢様は殺人鬼? 〜未解決130年 リジー・ボーデン事件〜               | |
| 04月16日            | 本当の恐怖はどこにある?エド・ゲイン事件 サイコと呼ばれた男                    | |
| 05月7日             | 『宇宙戦争』パニック事件、75年目の真実                                        | |
| 05月21日            | エニグマ 究極の暗号機に挑む〜極秘!史上最大の頭脳戦〜                          | |
| 06月4日             | 「こわいマンガ」はなぜ怖い? 〜トイレに行けない!表現進化の70年〜               | 水木しげる、楳図かずお、山岸凉子、つのだじろう、日野日出志、永井豪、美内すずえ、御茶漬海苔、伊藤潤二、犬木加奈子                    |
| 06月11日            | ヒグマ事件 150年間に何が起きた? 〜なぜ獣害は発生?知られざる生態〜             | |
| 07月2日             | 江戸の怪談 恐怖の秘密に迫る!〜四谷怪談・皿屋敷・化け猫〜                      | |
| 07月9日             | 19才の独裁者 極限戦場の虐殺 〜なぜ誰も止められなかったのか?〜                 | ヴィリー・ヘロルト |
| 07月16日            | 悪徳の作家サド 闇の哲学〜危険すぎる“自由とは何か?”〜                          | |
| 08月6日             | みんな大好き!魔法のすべて 不思議な力はどこから来たのか?                       | 魔法使いの元祖マーリン、魔導書、魔女、賢者の石                                                                                      |
| 08月13日            | 悪霊の館!?アメリカ巨大迷宮の謎 〜呪われた銃と女性大富豪の真実〜               | ウィンチェスター・ミステリー・ハウス                                                                                                |
| 08月20日            | 古代メキシコ「いけにえ」3000年の謎 〜死と生のふしぎな世界〜                   | アステカ文明、マヤ文明 |
| 09月3日             | 関東大震災と流言 2人の作家が見た惨劇の心理                                    | 水島爾保布『愚漫大人見聞録』（発禁）、江馬修『羊の怒る時 - 関東大震災の三日間』                                                     |
| 09月10日            | アメリカ秘史 笑顔に隠された陰謀 〜先住民オセージ連続怪死事件〜                | オーセージ郡 (オクラホマ州)で繰り広げられたオセージ族連続殺人事件。（参考：『花殺し月の殺人 インディアン連続怪死事件とFBIの誕生』） |
| 09月17日            | 愛と哀しみの“現代のルパン”〜僕と彼女の屋根裏美術館〜                          | ステファヌ・ブライトヴィーザー（1995年～2001年に活動したフランス人の美術品窃盗マニア）                                              |

### 「E+」版
| 回 | 本放送         | サブタイトル                                          |
| -- | -------------- | ----------------------------------------------------- |
| 1  | 2020年9月28日  | クリスタル・スカルの謎〜超古代文明!?遺物の正体〜      |
| 2  | 2020年10月5日  | 検証!魔のトンネル伝説2本立て!                         |
| 3  | 2020年10月12日 | ネッシー伝説の真実                                    |
| 4  | 2020年10月19日 | シリーズ アメリカUFO神話（1）“空飛ぶ円盤”の原点に迫る |
| 5  | 2020年10月26日 | UFO神話（2）宇宙人襲来!ロズウェル事件                 |
| 6  | 2020年11月2日  | アメリカUFO神話（3）検証ロズウェル事件                |
| 7  | 2020年11月16日 | 平将門・首塚伝説&ツタンカーメンの呪い                 |
| 8  | 2020年11月23日 | 幻のツチノコを追え!                                   |
| 9  | 2020年11月30日 | 江戸のUFO?うつろ舟事件                                |
| 10 | 2020年12月7日  | アポロ月着陸は陰謀なのか?                             |
| 11 | 2020年12月14日 | 謎の獣人ビッグフット                                  |
| 12 | 2020年12月28日 | 超常映像 謎解きスペシャル                             |

| 回 | 本放送        | サブタイトル                                                         |
| -- | ------------- | -------------------------------------------------------------------- |
| 1  | 2022年4月12日 | 「なぜ人は陰謀論にハマるのか? 〜ケネディ暗殺からQアノンまで〜」      |
| 2  | 2022年4月19日 | 「永遠の命!?吸血鬼伝説の真相〜人類は天敵に勝てるのか?〜」            |
| 3  | 2022年4月26日 | 「陰謀!?タイタニックは沈められた? 〜新説・奇説 謎の真相に迫る〜」    |
| 4  | 2022年5月10日 | 「ナチスをだました男 20世紀最大の贋作(がんさく)事件」                |
| 5  | 2022年5月17日 | 「八甲田山遭難事件 運命の100時間〜兵士たちは何に敗れたのか〜」       |
| 6  | 2022年5月24日 | 「北海道三毛別 ヒグマ襲撃事件の謎に迫る」                            |
| 7  | 2022年5月31日 | 「超能力の謎を解明せよ!〜千里眼事件の光と闇〜」                      |
| 8  | 2022年6月7日  | 「魔女狩りの恐怖 なぜ人は、隣人を追いつめたのか?」                   |
| 9  | 2022年6月14日 | 「“怪しい歴史”禁断の魔力 〜あなたもだまされる!?〜」                  |
| 10 | 2022年6月21日 | 「魔物が実在!? 不死身の野獣が村を襲った 〜ジェヴォーダンの獣事件〜」 |
| 11 | 2022年7月5日  | 「読むと危険?奇書“ドグラ・マグラ”と夢野久作の迷宮世界」              |
| 12 | 2022年7月12日 | 「笑顔が暴力を生んだ夜〜なぜ人々はヒトラーに従ったのか?」            |

## 書籍
- 「NHK 幻解! 超常ファイル ダークサイド・ミステリー」（2014年 NHK出版 ISBN 4144072010 ）